# Phreatia taiwaniana
Phreatia taiwaniana är en orkidéart som beskrevs av Noriaki Fukuyama. Phreatia taiwaniana ingår i släktet Phreatia och familjen orkidéer.
Artens utbredningsområde är Taiwan. Inga underarter finns listade i Catalogue of Life.